# Lijst van voetbalinterlands Moldavië - Noorwegen
Deze lijst van voetbalinterlands is een overzicht van alle officiële voetbalwedstrijden tussen de nationale teams van Moldavië en Noorwegen. De landen speelden tot op heden zes keer tegen elkaar. De eerste ontmoeting, een kwalificatiewedstrijd voor het Wereldkampioenschap voetbal 2006, werd gespeeld in Chisinau op 30 maart 2005. Het laatste duel, een kwalificatiewedstrijd voor het Wereldkampioenschap voetbal 2026, vond plaats op 22 maart 2025 in de Moldavische hoofdstad.

## Wedstrijden
| № | Plaats    | Datum            | Competitie           | Wedstrijd            | Uitslag |
| - | --------- | ---------------- | -------------------- | -------------------- | ------- |
| 1 | Chisinau  | 30 maart 2005    | WK 2006 kwalificatie | Moldavië – Noorwegen | 0 – 0   |
| 2 | Oslo      | 8 oktober 2005   | WK 2006 kwalificatie | Noorwegen – Moldavië | 1 – 0   |
| 3 | Oslo      | 6 september 2006 | EK 2008 kwalificatie | Noorwegen – Moldavië | 2 – 0   |
| 4 | Chisinau  | 8 september 2007 | EK 2008 kwalificatie | Moldavië – Noorwegen | 0 – 1   |
| 5 | Abu Dhabi | 15 januari 2014  | Vriendschappelijk    | Moldavië − Noorwegen | 1 − 2   |
| 6 | Chisinau  | 22 maart 2025    | WK 2026 kwalificatie | Moldavië – Noorwegen | 0 – 5   |
| 7 | Oslo      | 9 september 2025 | WK 2026 kwalificatie | Noorwegen – Moldavië |         |

## Samenvatting
| Competitie        | Totaal gespeeld | Winst Moldavië | Gelijk | Winst Noorwegen | Doelsaldo Moldavië – Noorwegen |
| ----------------- | --------------- | -------------- | ------ | --------------- | ------------------------------ |
| WK-kwalificatie   | 3               | 0              | 1      | 2               | 0 − 6                          |
| EK-kwalificatie   | 2               | 0              | 0      | 2               | 0 − 3                          |
| Vriendschappelijk | 1               | 0              | 0      | 1               | 1 − 2                          |
| Totaal            | 6               | 0              | 1      | 5               | 1 − 11                         |

## Details

### Eerste ontmoeting
| WK 2006 kwalificatie (Chisinau, Moldavië, 30 maart 2005): |              | |
| Moldavië | 0 – 0        | Noorwegen |
| | goals        | |
| Viktor Pasulko | bondscoach   | Åge Hareide |
| Eugen Hmaruc Alexei Savinov Serghei Laşcencov 84' Ghenadie Olexici Valeriu Catînsus Iurie Priganiuc Serghei Epureanu 80' Stanislav Ivanov Serghei Rogaciov 89' Vadim Boreţ Sergiu Dadu | opstellingen | Thomas Myhre André Bergdølmo Erik Hagen Claus Lundekvam John Arne Riise Jan Gunnar Solli Tommy Svindal Larsen 59' Magne Hoseth Morten Gamst Pedersen 80' Sigurd Rushfeldt Steffen Iversen |
| Victor Barîşev 80' Alexandru Covalenco 84' Viorel Frunză 89' | wissels      | 59' John Carew 80' Azar Karadas |
| Serghei Laşcencov 63' | gele kaarten | 43' Magne Hoseth |

### Tweede ontmoeting
| WK 2006 kwalificatie (Oslo, Noorwegen, 8 oktober 2005): |       |          |
| Noorwegen                                               | 1 – 0 | Moldavië |
| Sigurd Rushfeldt 50'                                    | goals |          |

### Derde ontmoeting
| EK 2008 kwalificatie (Oslo, Noorwegen, 6 september 2006): |       |          |
| Noorwegen                                                 | 2 – 0 | Moldavië |
| Fredrik Strømstad 74' Steffen Iversen 79'                 | goals |          |

### Vierde ontmoeting
| EK 2008 kwalificatie (Chisinau, Moldavië, 8 september 2007): |       |                     |
| Moldavië                                                     | 0 – 1 | Noorwegen           |
|                                                              | goals | 49' Steffen Iversen |

### Vijfde ontmoeting
| Vriendschappelijk (Abu Dhabi, Verenigde Arabische Emiraten, 15 januari 2014): |              | |
| Moldavië | 1 – 2        | Noorwegen |
| Veaceslav Posmac 29' | goals        | 45+2' Ola Kamara 67' Yann-Erik de Lanlay |
| Ion Caras | bondscoach   | Per-Mathias Høgmo |
| Stanislav Namașco Victor Golovatenco Petru Racu Vitalie Bordian Veaceslav Posmac Alexandru Antoniuc 55' Alexandru Dedov 61' Alexandru Gaţcan Henrique Luvannor Serghei Gheorghiev 75' Igor Picuşceac 55' | opstellingen | Ørjan Nyland Espen Ruud Tore Reginiussen 62' Vegard Forren Jørgen Skjelvik Yann-Erik de Lanlay 63' Harmeet Singh Thomas Bendiksen Morten Gamst Pedersen Jo Inge Berget 63' Ola Kamara |
| Denis Rassulov 55' 79' Alexandru Suvorov 55' Gheorghe Andronic 61' Eugeniu Cebotaru 75' Artur Pătraş 79'                                                                                                 | wissels      | 62' Stefan Strandberg 63' Abdisalam Ibrahim 63' Erik Huseklepp |
| Victor Golovatenco 37' Denis Rassulov 69' | gele kaarten | 45' Tore Reginiussen |
| - Debuut van Denis Rassulov (FC Milsami) voor Moldavië. - Debuut van Abdisalam Ibrahim (Strømsgodset IF) en Thomas Bendiksen (Tromsø IL) voor Noorwegen.                                                 |              | |

FMF · A-internationals · Bondscoaches · Moldavisch vrouwenelftal · Moldavië U21 · Moldavië U20 · Moldavië U19 · Moldavië U18 · Moldavië U17 · Moldavië U16
1990 – 1999 ·
2000 – 2009 ·
2010 – 2019 ·
2020 − 2029
1991 · 1992 · 1993 · 1994 · 1995 · 1996 · 1997 · 1998 · 1999 · 2000 · 2001 · 2002 · 2003 · 2004 · 2005 · 2006 · 2007 · 2008 · 2009 · 2010 · 2011 · 2012 · 2013 · 2014 · 2015 · 2016 · 2017 · 2018 · 2019 · 2020 · 2021 · 2022 · 2023 · 2024
Albanië ·
Andorra ·
Armenië ·
Azerbeidzjan ·
Bosnië en Herzegovina ·
Bulgarije ·
Canada ·
Cyprus ·
Denemarken · 
Duitsland ·
El Salvador · 
Engeland ·
Estland ·
Faeröer ·
Finland ·
Frankrijk ·
Georgië ·
Gibraltar ·
Griekenland ·
Hongarije ·
Ierland ·
IJsland ·
Indonesië ·
Israël ·
Italië ·
Ivoorkust ·
Jordanië ·
Kaaimaneilanden ·
Kameroen ·
Kazachstan ·
Kirgizië ·
Kosovo ·
Kroatië ·
Letland ·
Liechtenstein ·
Litouwen ·
Luxemburg ·
Malta ·
Montenegro ·
Nederland ·
Noord-Ierland ·
Noord-Macedonië ·
Noorwegen ·
Oeganda ·
Oekraïne ·
Oostenrijk ·
Polen ·
Portugal ·
Qatar ·
Roemenië ·
Rusland ·
San Marino ·
Saoedi-Arabië ·
Schotland ·
Servië ·
Slovenië ·
Slowakije ·
Tsjechië ·
Turkije ·
Venezuela ·
Verenigde Arabische Emiraten ·
Verenigde Staten ·
Wales ·
Wit-Rusland ·
Zuid-Korea ·
Zweden ·
Zwitserland
NFF · A-internationals · Selecties · Bondscoaches · Noors vrouwenelftal · Olympisch elftal · Noorwegen U21 · Noorwegen U20 · Noorwegen U19 · Noorwegen U18 · Noorwegen U17 · Noorwegen U16 · Vrouwen U17
1908 – 1919 ·
1920 – 1929 ·
1930 – 1939 ·
1940 – 1949 ·
1950 – 1959 ·
1960 – 1969 ·
1970 – 1979 ·
1980 – 1989 ·
1990 – 1999 ·
2000 – 2009 ·
2010 – 2019 ·
2020 − 2029
EK 2000
WK 1938 ·
WK 1994 ·
WK 1998
OS 1912 · 
OS 1920 · 
OS 1936 · 
OS 1952 · 
OS 1984
1908 ·
1909 ·
1910 ·
1911 ·
1912 · 
1913 · 
1914 · 
1915 · 
1916 · 
1917 · 
1918 · 
1919 · 
1920 · 
1921 · 
1922 · 
1923 · 
1924 · 
1925 · 
1926 · 
1927 · 
1928 · 
1929 · 
1930 · 
1931 · 
1932 · 
1933 · 
1934 · 
1935 · 
1936 · 
1937 · 
1938 · 
1939 · 
1940 – 1944 · 
1945 · 
1946 · 
1947 · 
1948 · 
1949 · 
1950 · 
1952 · 
1952 · 
1953 · 
1954 · 
1955 · 
1956 · 
1957 · 
1958 · 
1959 · 
1960 · 
1961 · 
1962 · 
1963 · 
1964 · 
1965 · 
1966 · 
1967 · 
1968 · 
1969 · 
1970 · 
1971 · 
1972 · 
1973 · 
1974 · 
1975 · 
1976 · 
1977 · 
1978 · 
1979 · 
1980 · 
1981 · 
1982 · 
1983 · 
1984 · 
1985 · 
1986 · 
1987 · 
1988 · 
1989 · 
1990 ·
1991 · 
1992 · 
1993 · 
1994 · 
1995 · 
1996 · 
1997 · 
1998 · 
1999 · 
2000 · 
2001 · 
2002 · 
2003 · 
2004 · 
2005 · 
2006 · 
2007 · 
2008 · 
2009 · 
2010 · 
2011 · 
2012 · 
2013 · 
2014 · 
2015 · 
2016 · 
2017 · 
2018 ·
2019 ·
2020 ·
2021 ·
2022 ·
2023 ·
2024
Albanië ·
Argentinië ·
Armenië ·
Australië ·
Azerbeidzjan ·
Bahrein ·
België ·
Bermuda ·
Bosnië en Herzegovina ·
Brazilië ·
Bulgarije ·
China ·
Colombia ·
Costa Rica ·
Cyprus ·
Denemarken ·
DDR ·
Duitsland ·
Egypte ·
Engeland ·
Estland ·
Faeröer ·
Finland ·
Frankrijk ·
Georgië ·
Ghana ·
Gibraltar ·
Grenada ·
Griekenland ·
Guatemala ·
Honduras ·
Hongarije ·
Hongkong ·
Ierland ·
IJsland ·
Israël ·
Italië ·
Jamaica ·
Japan ·
Joegoslavië ·
Jordanië ·
Kameroen ·
Kazachstan ·
Koeweit ·
Kosovo ·
Kroatië ·
Letland ·
Litouwen ·
Luxemburg ·
Malta ·
Marokko ·
Mexico ·
Moldavië ·
Montenegro ·
Nederland ·
Nieuw-Zeeland ·
Nigeria ·
Noord-Ierland ·
Noord-Korea ·
Noord-Macedonië ·
Oekraïne ·
Oman ·
Oostenrijk ·
Panama ·
Paraguay ·
Polen ·
Portugal ·
Qatar ·
Roemenië ·
Rusland ·
Saarland ·
San Marino ·
Saoedi-Arabië ·
Schotland ·
Senegal ·
Servië ·
Servië en Montenegro ·
Singapore ·
Slovenië ·
Slowakije ·
Sovjet-Unie ·
Spanje ·
Thailand ·
Trinidad en Tobago ·
Tsjechië ·
Tsjecho-Slowakije ·
Tunesië ·
Turkije ·
Uruguay ·
Verenigde Arabische Emiraten ·
Verenigde Staten ·
Verenigd Koninkrijk ·
Wales ·
Wit-Rusland ·
Zuid-Afrika ·
Zuid-Korea ·
Zweden ·
Zwitserland